# Oumar Kalabane
Oumar Kalabane (Conakry, 8 april 1981) is een Guinees profvoetballer die sinds 2007 bij de Turkse ploeg Manisaspor speelt. Hij werd bekend bij de Franse ploeg AJ Auxerre waar hij 2 jaar speelde. Hij is ook Guinees international, daar heeft hij 35 wedstrijden gespeeld en drie doelpunten gemaakt.